# Northallerton
Northallerton is een town en civil parish in het bestuurlijke gebied Hambleton, in het Engelse graafschap North Yorkshire. De plaats telde in 2001 15.517 inwoners. Er wordt echter aangenomen dat dit aantal nu dichter bij de 25.000 ligt. De middelbare school van Northallerton is een van de oudste van Groot-Brittannië en dateert uit 1323. 

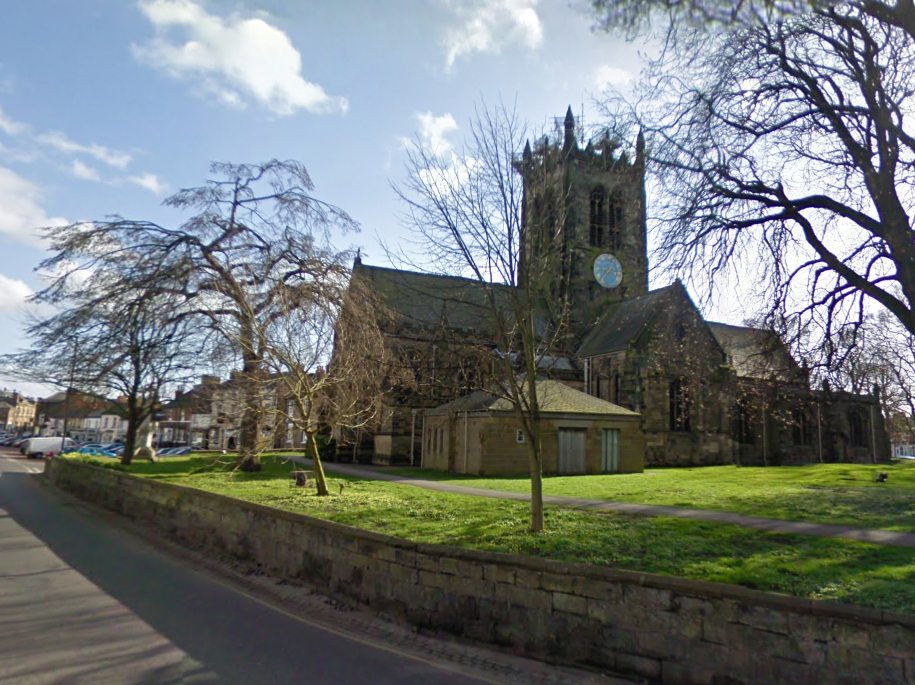
All Saints, Northallerton
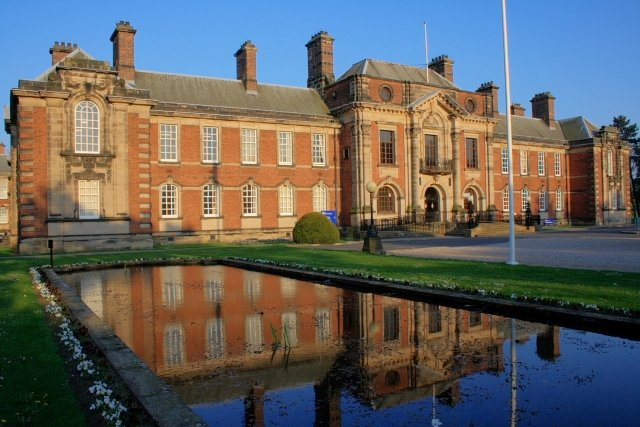
County Hall
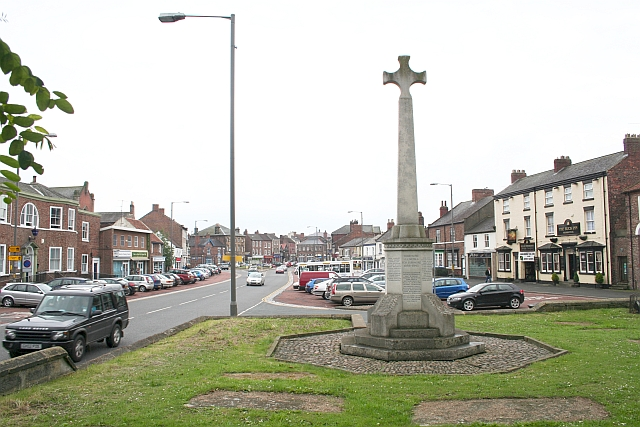
Oorlogsmonument in Northallerton

## Geboren
- Michael Dawson (18 november 1983), voetballer
- Joanne Jackson (12 september 1986), zwemster
- Jessica Barden (21 juli 1992), actrice